# Carmelo Lo Monte
Carmelo Lo Monte (Graniti, 15 febbraio 1956) è un politico italiano, dal 5 ottobre 2020 sindaco di Graniti ed è stato deputato alla Camera dal 28 aprile 2006 al 12 ottobre 2022.

## Biografia
Nato il 15 febbraio 1956 a Graniti, in provincia di Messina, si è laureato in giurisprudenza ed è un avvocato civilista, durante la sua attività politica ha militato in molti partiti, per lo più centristi: Democrazia Cristiana, Partito Popolare Italiano, Democrazia Europea, Unione di Centro, Movimento per le Autonomie, Centro Democratico, Partito Socialista Italiano e Lega.
Dal 1978 al 1981 è stato componente del Consiglio di Facoltà dell'Università degli studi di Messina.
Alle elezioni amministrative del 1987 si candida al consiglio comunale di Graniti, tra le liste della Democrazia Cristiana (DC), venendo eletto consigliere comunale e successivamente nominato assessore ai lavori pubblici nella giunta comunale di Graniti guidata da Antonino Brunetto. Nel 1990 succede a Brunetto come sindaco del comune, venendo confermato in tale ruolo nel 1992 e rimanendo in carica fino al 1994.
Nel 1994, con lo scioglimento della DC, aderisce alla rinascita del Partito Popolare Italiano (PPI) di Mino Martinazzoli, con cui alle elezioni regionali in Sicilia del 1996 si candida, venendo eletto nella circoscrizione di Messina con 7.666 preferenze deputato all'Assemblea Regionale Siciliana (ARS).
Assessore della Regione Siciliana nelle due giunte di centro-sinistra guidate da Angelo Capodicasa, ai lavori pubblici e vicepresidente nel novembre 1998, e poi alla sanità (1999-2000). Assessore al territorio nella giunta Leanza di centro-destra (2000-2001).
Nel 2001 abbandona il PPI e aderisce a Democrazia Europea di Sergio D'Antoni, dove a giugno 2001 viene rieletto deputato all'ARS nella circoscrizione di Messina, e dal settembre 2004 al giugno 2006 è assessore regionale alla Cooperazione, Commercio, Artigianato e Pesca della Regione Siciliana nella prima giunta di Totò Cuffaro.
Alle elezioni europee del 2004 si candida al Parlamento europeo, tra le liste dell'Unione di Centro nella circoscrizione Italia meridionale, ottenendo il terzo posto con 73.668 preferenze, ma senza essere eletto.
Alle elezioni politiche del 2006 è stato eletto alla Camera dei Deputati, nella circoscrizione Sicilia 2, nella lista comune "Lega Nord-Movimento per le Autonomie", venendo eletto deputato della XV legislatura, dove aderisce alla componente MpA del Gruppo misto ed è membro della Commissione Affari Sociali.
Alle elezioni politiche del 2008 viene eletto per la seconda volta alla Camera dei deputati, nella circoscrizione Sicilia 2, nelle liste del Movimento per le Autonomie.
Alle elezioni europee del 2009 si ricandida al europarlamento per la lista L'Autonomia, che riuniva MpA, La Destra di Francesco Storace, il Partito Pensionati e Alleanza di Centro, dove, pur ottenendo un buon successo personale raccogliendo 74.070 preferenze, non viene eletto per il mancato raggiungimento della soglia di sbarramento del 4% della lista a livello nazionale.
A giugno 2012 lascia l'MpA e annuncia di volere aderire Italia dei Valori, ma tale scelta non ha però avuto seguito, visto che nel 2013 approda tra le file di Centro Democratico di Bruno Tabacci, dove con quest'ultimo è candidato alle elezioni politiche del 2013 alla Camera dei deputati, nella circoscrizione Sicilia 2, venendo rieletto deputato con il centrosinistra della XVII Legislatura per via della rinuncia di Bruno Tabacci (che opta per altra circoscrizione).
Nel dicembre 2015 abbandona Centro Democratico ed aderisce al Partito Socialista Italiano (PSI) di Riccardo Nencini, ma il 25 ottobre 2017 abbandona il PSI e aderisce a Noi con Salvini, movimento politico della Lega Nord presente nel Mezzogiorno d'Italia, con cui viene candidato alle elezioni politiche del 2018, e rieletto nella medesima circoscrizione.
Il 9 settembre 2019 abbandona la Lega e passa al gruppo misto, lamentando del commissariamento del partito a Messina da parte di Stefano Candiani, e affermando con amarezza: "Ho deciso di dire basta, questi di adesso sono più nordisti dei leghisti della prima ora".
Il 5 ottobre 2020 viene eletto sindaco del comune di Graniti.
Il 18 gennaio 2021 vota la fiducia al governo Conte II aderendo, pochi giorni dopo, alla componente del gruppo misto Centro Democratico-Italiani in Europa.
Il 4 agosto 2022 partecipa alla presentazione del movimento Sud chiama Nord - De Luca Sindaco d'Italia, lanciato dall'ex sindaco di Messina in vista delle elezioni politiche anticipate e delle regionali siciliane.